# Nicives
Nicives (ou Nicivibus) est une ancienne ville berbère numide qui correspond à la ville de N'Gaous dans la Wilaya de Batna en Algérie moderne. Plus tard, elle est devenue cité romaine appartenant à la province romaine de Numidie.

## Toponymie
Selon Stéphane Gsell, elle est connue depuis l'antiquité sous le nom de Nicives, et désigne la population  qui vivait à cet endroit. Pline l'Ancien, cite les Niciues parmi les principaux peuples (nations) de l’Africa. Ptolémée l'a décrite et la transcrite en caractère grec ancien (Νισίϐες). À l'époque romaine elle est connue sous différentes appellations : Necaus, Nicosium, Nicivibus,  Nicius ou Castra.

## Localisation
La ville de Nicives se situe dans une région montagneuse, à 770 m d'altitude, proche du massif montagneux de Belezma. Elle est située à 107 km de la ville de Thamugadi, et à environ 84 km de la ville de Lambaesis, et à une distance de 31 km de Thubunae.

## Histoire
Bien que très ancienne, Nicives n'a pas suscité beaucoup d'attention historique. Des traces de huttes préhistoriques de quelques mètres de diamètre ont été découvertes à N'Gaous. Des vestiges acheuléens y ont été signalés.
À l'époque punique, la ville fut un centre urbain de la tribu des Nicives ou les Niciuibus qui sont des Gétules. Plusieurs stèles antiques y ont été retrouvées par les archéologues caractérisées par la mention du molchomor, « sacrifice d'un agneau » ou stèles de Saturne d'Afrique avec mention d'un sacrifice spécifique.
Nicives est le site de l'actuelle ville de N'Gaous. Une civitas située dans la province romaine tardive de Numidie, qui prospéra durant le Royaume vandale et l'Empire romain jusqu'à la fin de l'Antiquité. Nicives était considérée comme suffisamment importante pour servir, pendant un temps, de siège épiscopal suffragant,.
La ville passa sous domination musulmane au plus tard au début du VIIIe siècle. Elle conserva une importance notable au début du Moyen Âge, à une époque où la région des Zibans, considéré comme une sorte de marche militaire, avait connu une conquête plus tardive et plus difficile que celle de la région de Kairouan.
Au Moyen Âge, la ville était louée par les voyageurs et réputée pour ses noix, ses vergers d’abricotiers et ses oliviers. Toujours connue pour ses fruits, elle est devenue un centre de production depuis l’introduction d’une abondante source d’eau et l’expansion des vergers, ce que mentionnent certains livres de voyage.

## Diocèse
Le diocèse de Nicives (en latin : Dioecesis Nicivensis) est un ancien siège épiscopal, aujourd’hui siège titulaire de l’Église catholique. À 14 kilomètres au nord de la ville, sur le site archéologique de Henchir Akhrib, ont été retrouvées les ruines d'une chapelle chrétienne.
Trois évêques sont attribués à ce siège. Parmi les prélats présents à la conférence de Carthage de 411, qui réunit les évêques catholiques et donatistes d'Afrique, participa pour la partie catholique Justus episcopus Nicibensis, qui n’avait pas de concurrent donatiste.
Le nom de Paul, episcopus Nibensis
,
apparaît à la 8e place dans la liste des évêques de Numidie convoqués à Carthage par le roi vandale Hunéric en 484 ; Paul était déjà décédé au moment de la rédaction de cette liste.
Enfin, une inscription byzantine découverte dans la région de N’Gaous et datée du 6 octobre 580
,,
mentionne le nom de Colombus. Selon Joseph Mesnage, ce Columbus pourrait être le même évêque destinataire de plusieurs lettres du pape Grégoire Ier, entre 591 et 602.
Depuis 1933, Nicives est comptée parmi les sièges épiscopaux titulaires de l’Église catholique ; depuis le 11 février 2014, l’évêque titulaire est Andrzej Jerzy Zglejszewski, évêque auxiliaire du diocèse de Rockville Centre.
Les évêques résidents sont :
- Justus † (mentionné en 411)
- Paul † (avant 484)
- Columbus † (avant 580 – après 602)

Les évêques titulaires sont :
- Angelo Félix Mugnol † (7 février 1966 – 15 janvier 1969, nommé évêque de Bagé)
- Guillermo Escobar Vélez † (28 juillet 1969 – 22 janvier 1971, démissionnaire)
- Abel Alonso Núñez, O. de M. † (14 juillet 1971 – 24 mars 1976, nommé évêque de Campo Maior)
- Stanley Joseph Ott † (24 mai 1976 – 13 janvier 1983, nommé évêque de Baton Rouge)
- José Mário Stroeher (25 mars 1983 – 8 août 1986, nommé évêque de Rio Grande)
- William Jerome McCormack † (23 décembre 1986 – 23 novembre 2013, décédé)
- Andrzej Jerzy Zglejszewski, (depuis le 11 février 2014)